# Der weiße Kavalier
Der weiße Kavalier (französischer Originaltitel Le Cavalier blanc) ist ein Lucky-Luke-Album, das erstmals 1975 bei Dargaud veröffentlicht wurde. Die deutsche Erstausgabe erschien beim Koralle-Verlag unter dem Namen Lucky Luke und der weiße Reiter als Band 8. In der Albumreihe des Ehapa-Verlags trägt der Band die neue Nummer 50. Die Zeichnungen stammen von Morris, die Texte von Goscinny.
In dieser Geschichte muss Lucky Luke einer Schauspieltruppe auf die Schliche kommen, die während ihrer Vorführungen Diebstähle begeht.

## Handlung
Lucky Luke platzt in die Theaterprobe der Schauspieltruppe von Whittaker Baltimore. Er wird nach Nothing Gulch zur dortigen Vorstellung eingeladen. Vor der Aufführung überbringt Lucky noch einen größeren Geldbetrag an seinen Freund Hank, den dieser auf der Bank deponiert. 
In einem Exkurs wird dann dargestellt, dass das Publikum im Wilden Westen das Theater zwar schätzte, aber nicht immer so genau zwischen Realität und Fiktion unterscheiden konnte und daher auch mal zu Teer und Federn (Lucky-Luke-typische Strafe für Falschspieler und Betrüger) griff, weil ein Schauspieler seinen Tod nur vorspielte. 
Das Stück, das Whittakers Truppe derzeit auf ihrer Tournee gibt, ist ein Rührstück. In der Schlüsselszene in „der weiße Kavalier“, die mit kleinen Unterschieden noch mehrfach zu sehen sein wird, fleht eine junge Schönheit für sich und ihren kleinen Bruder um Gnade, als sie der böse Schurke entführen und heiraten will. Im letzten Moment tritt der weiße Kavalier auf die Bühne und rettet die Situation. 
Am Abend der Aufführung in Nothing Gulch läuft diese etwas aus dem Ruder, denn die Zuschauer wollen den Bösewicht am liebsten lynchen, so dass Lucky eingreifen muss. Schlimmer ist allerdings, dass während der Aufführung die Bank überfallen wird. Die Verfolgung der Täter bleibt erfolglos. 
Im nächsten Dorf verschwindet während der Aufführung der Lohn für die Kohlearbeiter, und Luke wird für den Täter gehalten. Glücklicherweise kann Jolly Jumper die Hinrichtung vereiteln. Als er danach wieder zur Theatertruppe stößt, muss er die Hauptrolle im Stück übernehmen, weil er zuvor Whittaker ein blaues Auge verpasst hat. Er vermasselt die Vorstellung wegen Lampenfiebers jedoch ziemlich und muss wieder fliehen, weil er erkannt wird. 
Er findet zur Theatertruppe zurück und beobachtet sie nun sehr scharf. Als in der Spielerstadt Tumbleweed Springs während der Vorstellung im dortigen Saloon ein Überfall auf die hiesige Bank verkündet wird, stürmen alle Zuschauer dorthin. Jedoch entpuppt sich dies als Fehlalarm. Als jedoch die Zuschauer zurückkehren, stellt sich heraus, dass in deren Abwesenheit die Kasse des Saloons mit den Spiel-Einnahmen geplündert wurde. Wieder soll Luke der Schuldige gewesen sein. Aus dem Gefängnis entkommt er diesmal, weil der Gefängniswärter ihm den geladenen Revolver für eine Partie Russisches Roulette aushändigt. 
Schließlich hilft der Zufall: Als Luke niedergeschlagen in Nothing Gulch in einem Saloon sitzt, tritt dort die junge Schönheit aus dem Theater als Tänzerin auf und gibt an, dass sie ausgestiegen sei. Luke findet die übrige Crew und die Beute und bringt sie ins Gefängnis. Bei einer Aufführung dort wird jetzt der weiße Kavalier mit Steinen beworfen...

## Referenzen
Der Direktor der Schauspieltruppe, Whittaker Baltimore, erinnert stark an den bekannten Schauspieler John Barrymore.